# Golden Gate (Illinois)
Golden Gate és una població dels Estats Units a l'estat d'Illinois. Segons el cens del 2000 tenia 100 habitants.

## Demografia
Segons el cens del 2000, Golden Gate tenia 100 habitants, 39 habitatges, i 28 famílies. La densitat de població era de 482,6 habitants/km².
Dels 39 habitatges en un 43,6% hi vivien nens de menys de 18 anys, en un 64,1% hi vivien parelles casades, en un 7,7% dones solteres, i en un 28,2% no eren unitats familiars. En el 28,2% dels habitatges hi vivien persones soles el 10,3% de les quals corresponia a persones de 65 anys o més que vivien soles. El nombre mitjà de persones vivint en cada habitatge era de 2,56 i el nombre mitjà de persones que vivien en cada família era de 3,11.
Per edats la població es repartia de la següent manera: un 30% tenia menys de 18 anys, un 6% entre 18 i 24, un 36% entre 25 i 44, un 18% de 45 a 60 i un 10% 65 anys o més.
L'edat mediana era de 34 anys. Per cada 100 dones de 18 o més anys hi havia 94,4 homes.
La renda mediana per habitatge era de 21.250 $ i la renda mediana per família de 28.750 $. Els homes tenien una renda mediana de 26.250 $ mentre que les dones 23.500 $. La renda per capita de la població era de 10.214 $. Aproximadament el 12,5% de les famílies i el 19,2% de la població estaven per davall del llindar de pobresa.

## Poblacions més properes
El següent diagrama mostra les poblacions més properes.